# Triloculatum
A Triloculatum a galandférgek (Cestoda) osztályának a Tetraphyllidea rendjébe, ezen belül az Onchobothriidae családjába tartozó nem.

## Tudnivalók
A Triloculatum-fajok tengeri élősködők.

## Rendszerezésük
A nembe az alábbi 6 faj tartozik:
- Triloculatum andersonorum Caira & Jensen, 2009
- Triloculatum bullardi Caira & Jensen, 2009
- Triloculatum geeceearelensis Caira & Jensen, 2009
- Triloculatum jodyi Caira & Jensen, 2009
- Triloculatum oregontwoae Caira & Jensen, 2009
- Triloculatum triloculatum (Linton, 1901)